# یاندل
یاندل (به انگلیسی: Yandel)با نام اصلی لیاندل ویگوئیلا مالاوه (به انگلیسی: Llandel Veguilla Malavé) (زاده ۱۴ ژانویه ۱۹۷۷) خواننده پورتوریکویی است.
او همراه با ویسین عضو گروه دو نفره ویسین و یاندل است. آنها بیشتر معروفیتشان را مدیون خوانندگانی از جمله انریکه ایگلسیاس و جنیفر لوپز هستند.